# An Post-ChainReaction/Saison 2016
Dieser Artikel listet Erfolge und Fahrer des Radsportteams An Post-ChainReaction in der Saison 2016 auf.

## Erfolge in der UCI Europe Tour
In der Saison 2016 gelangen dem Team nachstehende Erfolge in der UCI Europe Tour.
| Datum    | Rennen                         | Kat. | Fahrer            |
| -------- | ------------------------------ | ---- | ----------------- |
| 9. April | 2. Etappe Circuit des Ardennes | 2.2  | Nicolas Vereecken |
| 27. Mai  | 6. Etappe An Post Rás          | 2.2  | Aaron Gate        |

## Abgänge – Zugänge
| Zugänge           | Team 2015                   | Abgänge             | Team 2016                               |
| ----------------- | --------------------------- | ------------------- | --------------------------------------- |
| Sean Bennett      | Hagens Berman U23           | Sean Downey         | Unbekannt                               |
| Jasper Bovenhuis  | SEG Racing                  | Conor Dunne         | JLT Condor                              |
| Oliver Kent-Spark | Search2retain-Health.com.au | Aidis Kruopis       | Vérandas Willems Cycling Team           |
| Connor McConvey   | Team 3M                     | Joshua Edmondson    | NFTO                                    |
| David Montgomery  | Team 3M                     | Alexander Maes      | Home Solution-Anmapa-Soenens            |
| Damien Shaw       | Asea                        | Ryan Mullen         | Cannondale Pro Cycling Team             |
| Jacob Scott       | Neoprofi                    | Eoin McCarthy       | Unbekannt                               |
| Daniel Stewart    | Neoprofi                    | Xandro Meurisse     | Crelan-Vastgoedservice Continental Team |
| Nicolas Vereecken | Team 3M                     | Paulius Šiškevičius | Staki-Baltik Vairas                     |
| Calvin Watson     | Trek Factory Racing         | Alistair Slater     | JLT Condor                              |
| Emiel Wastyn      | Vérandas Willems            | Jens Vandenbogaerde | Unbekannt                               |

## Mannschaft
| Teamkader 2016                             | Teamkader 2016    | Teamkader 2016         | Teamkader 2016             |
| Name                                       | Geburtsdatum      | Land                   | Vorheriges Team            |
| ------------------------------------------ | ----------------- | ---------------------- | -------------------------- |
| Sean Bennett                               | 31. März 1996     | Vereinigte Staaten     |                            |
| Jasper Bovenhuis                           | 27. Juli 1991     | Niederlande            | SEG Racing (2015)          |
| Aaron Gate                                 | 26. November 1990 | Neuseeland             |                            |
| Oliver Kent-Spark                          | 24. Dezember 1992 | Australien             |                            |
| Connor McConvey                            | 20. Juli 1988     | Vereinigtes Königreich |                            |
| David Montgomery                           | 27. Juni 1995     | Irland                 |                            |
| Jacob Scott                                | 14. Juni 1995     | Vereinigtes Königreich |                            |
| Damien Shaw                                | 10. Juli 1984     | Irland                 | Asea (2015)                |
| Jordan Stannus                             | 16. Mai 1996      | Australien             |                            |
| Daniel Stewart                             | 24. November 1994 | Irland                 |                            |
| Nicolas Vereecken                          | 21. Februar 1990  | Belgien                | Team 3M (2015)             |
| Emiel Wastyn                               | 1. Januar 1992    | Belgien                | Verandas Willems (2015)    |
| Calvin Watson                              | 6. Januar 1993    | Australien             | Trek Factory Racing (2015) |
| Jack Wilson                                | 10. August 1993   | Irland                 |                            |
| Angus Fyffe (1. Aug.–31. Dez., Stagiaire)  | 23. März 2025     | Irland                 |                            |
| Sean McKenna (1. Aug.–31. Dez., Stagiaire) | 8. März 1994      | Irland                 |                            |
|                                            |                   |                        |                            |
| Quellen: ProCyclingStats Cycling Archives  |                   |                        |                            |